# イーケイジャパン
株式会社イーケイジャパンは、福岡県太宰府市に本社を置く、「ELEKIT（エレキット）」というブランド名で電子ホビー商品等の製造、販売を行う企業である。

## 沿革
- 1973年 - 嘉穂無線株式会社のホビー事業として電子工作キット販売開始。
- 1977年 - 嘉穂無線にエレホビー事業部を設置、販路を全国へ拡大。
- 1994年 - 嘉穂無線からエレホビー事業部を分社、「株式会社イーケイジャパン」設立。
- 2002年 - 嘉穂無線より完全独立。
- 2014年 - 嘉穂無線ホールディングスの100%子会社となる。

## 主な製品

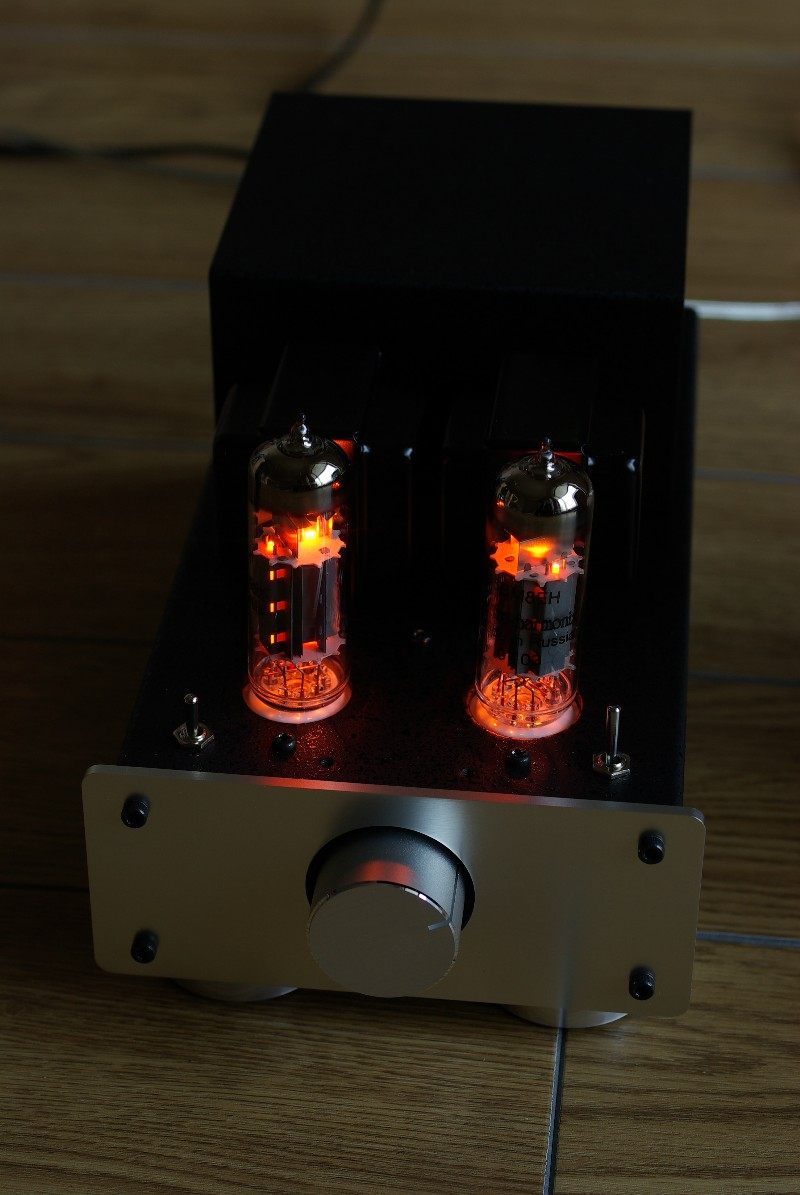
代表的製品であるパワーアンプTU-870。

- 真空管アンプキット
- 電子オルゴールキット
- ソーラーパネルキット

など、電子工作キット類